# Jillali Ferhati
Jillali Ferhati, född 1948 i Khémisset, Marocko, är en marockansk skådespelare, regissör, manusförfattare och filmproducent.

## Filmografi (i urval)

### Roller
- 1978 - A Breach in the Wall
- 1981 - Poupées de roseau
- 1990 - Mirage - Salam
- 1990 - Badis
- 1991 - El Sueño de Tánger
- 1992 - Heiß - Kalt
- 2004 - Mémoire en détention

### Regi
- 1978 - A Breach in the Wall
- 1981 - Poupées de roseau
- 1991 - La plage des enfants perdus
- 2000 - Tresses
- 2004 - Mémoire en détention

### Manus
- 1978 - A Breach in the Wall
- 1991 - La plage des enfants perdus
- 2000 - Tresses
- 2004 - Mémoire en détention

### Producent
- 1978 - A Breach in the Wall
- 2000 - Tresses